# Myndus kivuensis
Myndus kivuensis är en insektsart som beskrevs av Synave 1959. Myndus kivuensis ingår i släktet Myndus och familjen kilstritar. Inga underarter finns listade i Catalogue of Life.